# タンパ国際空港
タンパ国際空港（タンパこくさいくうこう、英: Tampa International Airport）は、アメリカ合衆国のフロリダ州タンパにある国際空港である。ダウンタウンの10km西に立地している。

## 歴史
1928年、小規模な市営飛行場が建設された。1940年に陸軍に貸し出され、飛行場は大幅に拡大された。1950年、市に返還され、タンパ国際空港となった。1971年、増加する旅客に対応するため、ターミナルを初め空港内のほとんどの施設を建て替えた。このため空港の公式開港年は1971年となっている。

## ターミナル
タンパ国際空港のランドサイド・エアサイド分離形のターミナルは1960年代後半にデザインされたものだが、当時は画期的な空港建築として高い評価を得た。中央にランドサイド・ターミナルが位置しており、チケットカウンタと手荷物受取所がある。それを取り囲む4つ(A,C,E,F)のエアサイド・サテライトで搭乗が行われる。エアサイドはそれぞれ高架のピープル・ムーバーでランドサイドターミナルに接続されている。ピープル・ムーバーはウェスティングハウス・エレクトリックが開発したもので、無人の自動運転は世界初の試みだった。現在使用されている4つエアサイドは改修や建て替えを経ており、最新の設備である。EとFには国際線も発着する。
Bは、かつてイースタン航空が運航を中止して以来空いたままであったが、取り壊されて手荷物取扱施設(Baggage Sorting Building)に置き換えられた。Dは将来の拡張までに取り壊される予定である。

## 就航路線
| 航空会社                     | 就航地 |
| ---------------------------- | --- |
| サウスウエスト航空           | オールバニ、アトランタ、オースチン、ボルチモア、バーミングハム(AL)、バッファロー、シカゴ、シカゴ/ミッドウェー、シンシナティ、クリーブランド、コロンバス(OH)、ダラス/ラブ、デンバー、デトロイト、フォートローダーデール、ハートフォード、ハバナ、ヒューストン、ヒューストン/ホビー、インディアナポリス、カンザスシティ、ラスベガス、ロングアイランド、ルイビル、マンチェスター(NH)、ナッシュビル、ニューオーリンズ、NYラガーディア、オマハ、フィラデルフィア、フェニックス、ピッツバーグ、プロビデンス、ローリー/ダーラム、セントルイス、サンアントニオ、サンファン、ワシントン/ナショナル、 季節：グランドラピッズ、ミネアポリス、オクラホマシティ、リッチモンド、ロチェスター(NY)、ソルトレイクシティ、シラキューズ |
| アメリカン航空               | オースチン、シャーロット、シカゴ/オヘア、ダラス/フォートワース、ロサンゼルス、マイアミ、フィラデルフィア、フェニックス、ローリー/ダーラム、ワシントン/ナショナル |
| アメリカン・イーグル         | ナッシュビル、ローリー/ダーラム、 季節：オースチン、マイアミ、フィラデルフィア、ワシントン/ナショナル |
| デルタ航空                   | アトランタ、ボストン、シンシナティ、デトロイト、ロサンゼルス、ミネアポリス、NY/JFK、NYラガーディア、ローリー/ダーラム、ソルトレイクシティ、シアトル |
| ユナイテッド航空             | シカゴ/オヘア、デンバー、ヒューストン、ロサンゼルス、ニューアーク、サンフランシスコ、ワシントン/ダレス、 季節：クリーブランド |
| スピリット航空               | アトランタ、アトランティックシティ、ボルチモア、ボストン、シカゴ/オヘア、クリーブランド、コロンバス(OH)、ダラス/フォートワース、デトロイト、ルイビル、マンチェスター、カンクン、デトロイト、フォートローダーデール、ハートフォード、ヒューストン、インディアナポリス、カンザスシティ、ラスベガス、ルイビル、マンチェスター(NH)、ミルウォーキー、ミネアポリス、ナッシュビル、ニューアーク、ニューオーリンズ、ピッツバーグ、セントルイス、サンファン、 季節：アクロン、ラトローブ、NYラガーディア、フィラデルフィア |
| フロンティア航空             | アトランタ、ボストン、バッファロー、シカゴ/オヘア、シカゴ/ミッドウェー、コロンバス(OH)、シンシナティ、クリーブランド、ダラス/フォートワース、デンバー、ラスベガス、ロングアイランド、ミルウォーキー、ニューバーグ、NYラガーディア、ニューアーク、フィラデルフィア、トレントン、 季節：オールバニ、オースチン、グランドラピッズ、グリーンベイ、ミネアポリス、ポートランド(ME)、プロビデンス、ローリー/ダーラム、ロチェスター(NY)、シラキューズ |
| シルバー・エアウェイズ       | チャールストン(SC)、コロンビア(SC)、フォートローダーデール、グリーンビル、ジャクソンビル、キーウェスト、ナッソー、ペンサコーラ、サバナ、テラハシ |
| ジェットブルー航空           | ボストン、カンクン、ハートフォード、ニューアーク、NY/JFK、NYラガーディア、プロビデンス、リッチモンド、サンファン、ホワイトプレインズ |
| アラスカ航空                 | シアトル、サンフランシスコ、ロサンゼルス、 季節：シアトル |
| サンカントリー航空           | ミネアポリス |
| ブリーズ航空                 | アクロン、チャールストン(SC)、フェイエットビル、ハンツビル、ルイビル、ノーフォーク、オクラホマシティ、リッチモンド、タルサ |
| エア・カナダ                 | トロント、 季節：ハリファックス、モントリオール、オタワ |
| ウエストジェット             | トロント |
| コパ航空                     | パナマシティ |
| ケイマン航空                 | グランドケイマン |
| ブリティッシュ・エアウェイズ | ロンドン/ガトウック |
| ユーロウイングス             | フランクフルト |
| エーデルワイス航空           | 季節：チューリッヒ |